# Herrsching am Ammersee
Herrsching am Ammersee är en kommun och ort i Landkreis Starnberg i Regierungsbezirk Oberbayern i förbundslandet Bayern i Tyskland.  Herrsching am Ammersee har cirka 11 000 invånare.